# لاکوچا
لاکوچا (به مجاری:  Lakócsa) یک منطقهٔ مسکونی در مجارستان است که در ناحیه بارچ واقع شده‌است. لاکوچا ۲۵٫۳۲ کیلومتر مربع مساحت و ۵۲۵ نفر جمعیت دارد.